# 原尻英樹
原尻英樹（はらじり ひでき、1958年12月13日- ）は、日本の文化人類学者、立命館大学教授。

## 略歴
福岡県大牟田市生まれ。九州大学教育学部卒業。同大学大学院教育学研究科博士後期課程中退。ハワイ大学政治学博士（Ph.D.）、97年「在日朝鮮人のエスニシティに関する教育人類学的研究 異文化間教育研究のニューパラダイムをめざして」で九州大学教育学博士（教育人類学）。放送大学助教授・准教授、静岡大学教授等を経て2007年立命館大学産業社会学部教授となる。専門分野：文化人類学、教育人類学。在日コリアンについて研究する。

## 著書
- 『在日朝鮮人の生活世界』弘文堂 1989
- 『「在日」としてのコリアン』1998 講談社現代新書
- 『コリアンタウンの民族誌 ハワイ・LA・生野』2000 ちくま新書
- 『日本のなかの世界 つくられるイメージと対話する個性』新幹社 2003
- 『マイノリティの教育人類学 日本定住コリアン研究から異文化間教育の理念に向けて』新幹社(静岡大学人文学部研究叢書 2005
- 『フィールドワーク教育入門 コミュニケーション力の育成』玉川大学出版部 2006
- 『文化人類学の方法と歴史』新幹社 2008
- 『心身一如の身体づくり 武道、そして和する"合気"、その原理・歴史・教育』勉誠出版 2008
- 『しなやかな子どもの心身を求めて 義務教育化された武道教育』勉誠出版 2012

### 共編著
- 『半島と列島のくにぐに 日朝比較交流史入門』六反田豊共編 新幹社 1996
- 『文化人類学 世界の民族と日本人』祖父江孝男共編著 放送大学教育振興会 1996
- 『日本定住コリアンの日常と生活 文化人類学的アプローチ』編 明石書店 1997
- 『世界の民族 「民族」形成と近代』編著 放送大学教育振興会 1998
- 『日本と朝鮮比較・交流史入門 近世、近代そして現代』六反田豊,外村大共編著 明石書店 2011
- 『東シナ海域における朝鮮半島と日本列島 その基層文化と人々の生活』金明美共編著 かんよう出版 2015
- 『日本人に今いちばん必要な超かんたん!「体つくり」運動 幼稚園・保育園・小学校からはじめる毎日10分「体と心と脳の健康づくり」型と工夫』木寺英史共著 学芸みらい社 2018

## 論文
- <原尻英樹